# فرانسيس بونج
فرانسيس بونج (بالفرنسية: Francis Ponge) (و.1899 - 1988) شاعر فرنسي حاصل على جائزة نيوستاد للأدب عام 1974.

## حياته
ولد في مدينة مونبلييه جنوب فرنسا لعائلة بروتستانتية، وسافر إلى بلجيكا وهولندا وإنكلترا وألمانيا، ثم عاد إلى باريس ودرس القانون في جامعة السوربون، كما درس الأدب في جامعة ستراسبورغ، خدم في الجيش الفرنسي بين عامي 1918-1919، وفي عام 1931 عمل في بريد دار هاشيت، وفي عام 1937 انضم إلى الحزب الشيوعي الفرنسي حيث ترك باريس منذ بداية الحرب العالمية الثانية وبدأ بمساندة المقاومة منذ عام 1937 حتى عام 1974، ولدى عودته مع عائلته إلى باريس ترك الحزب الشيوعي وعمل في التدريس. بدأت شهرته ككاتب بعد نشر مؤلفه «الانحياز للأشياء» عام 1942.

## مؤلفاته
لم يكن يعد نفسه شاعراً، وكان يدعو كتاباته نصوصا أو نثر ـ شعر لكي يميزها من الجنس الشعري، وكان كتابه «الانحياز للأشياء» يلخص مشروعه، وهو الانفتاح على الأشياء البسيطة مع التعمق في معناها. حيث رأى أن الأشياء مهما بدت بسيطة فهي تحمل معنى قيّمًا في ذاتها، كما أظهرت كتاباته رغبته في تعميق هذا الموضوع الجديد في تاريخ الشعر الفرنسي، كما ركز اهتمامه على الألفاظ في اللغة، حيث رأى أن المفردات تؤلف عالمًا واقعيًا خصبًا، واهتم بعلم التأصيل اللغوي، فتتبع أصول الألفاظ وتطورها ودلالاتها، ومن بعض أعماله:
- اثنا عشر نصًا صغيرًا، (بالفرنسية: Douze petits écrits) عام 1926.
- الانحياز للأشياء، (بالفرنسية: Le parti pris des choses) عام 1942.
- ديوان «نثر ـ شعر» (بالفرنسية: Proème) عام 1948.
- غضب التعبير (بالفرنسية: La rage de l’expression) عام 1952.
- الديوان الكبير، (بالفرنسية:Le Grand Recueil) عام 1961.
- من أجل الشاعر ماليرب، (بالفرنسية: Pour un Malherbe) عام 1965.
- الصابون، (بالفرنسية: Le savon) عام 1967.
- مصنع المرج (بالفرنسية: La Fabrique du pré) عام 1971
- ممارسات في الكتابة (بالفرنسية: Pratiques d‘écritures) عام 1984.

## نشاطات أخرى
كان منفتحاً على الفنون الأخرى، حيث شارك في معارض، وزيّّن بعض نصوصه برسوم لرسامين مشهورين. كما شارك في برامج  إذاعية وتلفزيونية، حيث كان يقرأ أعماله أمام الجمهور ويلقي محاضرات حول شعره داخل فرنسا وخارجها. وكان له مكانة أدبية جعلت معاصروه مثل سارتر وألبير كامو الذي تحدث عن ديوان «الانحياز للأشياء»: «جعلني الكتاب ولأول مرة أشعر أن الشيء الجامد هو مصدر لا يضاهى للانفعال والحساسية والذكاء». أما موريس بلانشو فقد كتب قائلاً: «استطاع فرانسيس بونج عن طريق اللغة والأسلوب أن يكتشف حقيقة الأشياء، وحقيقته كاتباً فذاً، إنه متوثب الحيوية وسريع وواثق من حركاته وصوره».

## جوائز
- الجائزة الكبرى للرواية من الأكاديمية الفرنسية عام 1984.
- وسام جوقة الشرف من رتبة قائد عام 1983.
- جائزة نيوستاد الدولية للأدب عام 1974.

## وصلات خارجية
- فرانسيس بونج على موقع الموسوعة البريطانية (الإنجليزية)
- فرانسيس بونج على موقع ميوزك برينز (الإنجليزية)